# Artemisia caerulescens
Espèce
Synonymes
- Artemisia lavandulifolia Salisb.[1]
- Seriphidium caerulescens (L.) Soják (es) (1983)[1]

Statut de conservation UICN

 LC  : Préoccupation mineure
Artemisia caerulescens, en français Artémis bleuâtre ou Armoise bleutée, est une espèce de plantes à fleurs de la famille des Astéracées. C'est une plante herbacée méditerranéenne.

## Description
La floraison a lieu de septembre à novembre.

## Habitats
Artemisia caerulescens est présente dans les Sansouires méditerranéennes. La sous-espèce gallica se trouve aussi dans les pelouses et rochers maritimes du nord et ouest méditerranéens.

## Statuts de protection, menaces
L'espèce n'est pas considérée comme étant menacée en France. En 2021, elle est classée Espèce de préoccupation mineure (LC) par l'UICN.
Toutefois, localement, l'espèce peut se raréfier : en Corse, elle est considérée Quasi menacée (NT), proche du seuil des espèces menacées ou qui pourrait être menacée si des mesures de conservation spécifiques ne sont pas prises.

## Synonymes, variétés et sous-espèces

### SelonPOWO
Selon Plants of the World (POWO), cette espèce n'a que deux synonymes et quatre sous-espèces, ces dernières ayant elles-mêmes des synonymes :
Synonymes
- Artemisia lavandulifolia Salisb.[1]
- Seriphidium caerulescens (L.) Soják (es) (1983)[1]

Sous-espèces et leurs synonymes
- Artemisia caerulescens subsp. caerulescens[1], dont 9 synonymes[3] :
  - Artemisia caerulescens var. latifolia DC.[3]
  - Artemisia caerulescens subsp. sipontina (Ten.) Nyman (1879)[3]
  - Artemisia dalmatica Rouy (1903)[3]
  - Artemisia rubella Moench (1794)[3]
  - Artemisia santonica Lam. (1783)[3]
  - Artemisia sipontina Ten. (1836)[3]
  - Artemisia suaveolens Lam. (1783)[3]
  - Seriphidium caerulescens var. latifolium (DC.) Y.R.Ling (1991)[3]
  - Seriphidium caerulescens var. sipontinum (Ten.) Y.R.Ling (1991), basionym not validly publ.[3]
- Artemisia caerulescens subsp. cretacea (Fiori (en)) Brilli-Catt. & L.Gubellini[1], dont 3 synonymes[4] :
  - Artemisia caerulescens var. cretacea Fiori (en) (1903)[4]
  - Artemisia cretacea (Fiori (en)) Pignatti (1973), nom. illeg.[4]
  - Seriphidium cretaceum (Fiori (en)) K.Bremer & Humphries (1993)[4]
- Artemisia caerulescens subsp. gallica (Willd.) K.Perss. (sv)[1], dont 7 synonymes[5] :
  - Artemisia gallica Willd. (1803)[5]
  - Artemisia maritima subsp. gallica (Willd.) Corb. (1894)[5]
  - Artemisia maritima var. gallica (Willd.) Hartm. (1820)[5]
  - Artemisia maritima proles gallica (Willd.) Rouy (1903)[5]
  - Artemisia seriphium var. gallica (Willd.) Wallr. (1822)[5]
  - Seriphidium caerulescens subsp. gallicum (Willd.) Soják (es) (1983)[5]
  - Seriphidium caerulescens var. gallicum (Willd.) Y.R.Ling (1991)[5]
- Artemisia caerulescens subsp. gargantae Vallès-Xirau & Seoane-Camba[1], dont 2 synonymes[6] :
  - Artemisia gallica subsp. gargantae (Vallès-Xirau & Seoane-Camba) Rivas Mart. (es) & Cantó (2002)[6]
  - Artemisia gallica var. gargantae (Vallès-Xirau & Seoane-Camba) O.Bolòs (en) & Vigo (es) (1995), without exact basionym[6]

### Selon WORMS
Le World Register of Marine Species (WORMS) n'a pas de fiche pour Artemisia caerulescens mais en a pour certaines sous-espèces ou variétés.
- Artemisia maritima subsp. caerulescens. Le nom n’est pas accepté. Nom accepté : Artemisia caerulescens L. Taxon parent : Artemisia maritima Besser[7]
- Artemisia palmata Lam. (1783). Le nom n’est pas accepté. Nom accepté : Artemisia caerulescens L. (selon POWO c'est un synonyme de Artemisia maritima subsp. maritima[8]). Selon WORMS il a deux homonymes dont aucun n'est directement relié à Artemisia caerulescens[9] :
  - Artemisia palmata Lapeyr. (1913). Le nom n’est pas accepté. Noms acceptés : Artemisia gallica Schur ; Artemisia maritima Pourr. ex Willk. & Lange[10]
  - Artemisia palmata Steph. ex Besser (1834). Le nom n’est pas accepté. Nom accepté : Artemisia rutifolia Stephan (it) ex Spreng.[11]

- Seriphidium caerulescens (L.) K.Bremer & Humphries ex Y.R.Ling. Le nom n'est pas accepté. Nom acepté : Artemisia caerulescens L.[12]

- Seriphidium caerulescens var. caerulescens. Le nom n'est pas accepté. Nom accepté : Seriphidium caerulescens (L.) K.Bremer & Humphries ex Y.R.Ling. Basionyme : Artemisia densiflora Viv.[13]

- Seriphidium caerulescens subsp. caerulescens. Le nom n'est pas accepté. Nom accepté : Seriphidium caerulescens (L.) K.Bremer & Humphries ex Y.R.Ling ; Artemisia caerulescens L.[14]

### Selon l'INPI
- Artemisia caerulescens subsp. densiflora (Viv.) Gamisans ex Kerguélen & Lambinon (1987). Basionyme : Artemisia densiflora Viv.. Nom de l'espèce : Artemisia caerulescens L. (1753)[15]. (Selon POWO, c'est un synonyme de Artemisia densiflora[16].)

### SelonNCBI
Selon le National Center for Biotechnology Information, Artemisia caerulescens a trois ssous-espèces :
- Artemisia caerulescens subsp. cretacea (Fiori (en)) Brilli-Catt. & L.Gubellini
- Artemisia caerulescens subsp. gallica (Willd.) K.Perss. (sv) (1974)
- Artemisia caerulescens subsp. gargantae Vallès-Xirau & Seoane-Camba

### SelonTropicos
Tropicos donne deux variétés et deux sous-spèces :
- Artemisia caerulescens var. angustifolia DC. (1838)
- Artemisia caerulescens L. subsp. caerulescens
- Artemisia caerulescens subsp. gallica (Willd.) K.Perss. (sv) (1974)
- Artemisia caerulescens var. latifolia DC. (1838)